# Peter Wiernik
Peter Wiernik, né le 6 mars 1865 à Vilnius dans l'Empire russe et mort le 12 février 1936 à Brooklyn, est un journaliste, rédacteur en chef, écrivain et historien juif américain yiddish. 

## Biographie
Wiernik naît le 6 mars 1865 à Vilnius, dans Empire russe. Il est le fils de Hirsch Wolf Wiernik, maggid et de Sarah Rachel Milchiger, marchande. Sa sœur cadette, Bertha Wiernik, est écrivaine et traductrice.
Wiernik fréquenta une école primaire religieuse. Lorsqu'il eut treize ans, il devint apprenti bûcheron. Il déménagera à Riga, et travailla comme tourneur jusqu'en 1881 tout en apprenant l'allemand et en lisant des livres profanes. Pendant un certain temps, il étudia à Kaunas et Smarhon avec son grand frère qui était un Hassid. En 1882, il déménagea à Białystok, où ses parents s'installèrent, et étudia le Talmud. Sous l'influence d'un visiteur, Léon Zolotkof, il étudie également des sujets profanes ainsi que des langues étrangères. Il immigre en Amérique en 1885, s'installant à Chicago, passant les prochaines années à vendre des marchandises et travaillant dans une scierie et comme ouvrier sur les quais. Lorsque Zolotkof fonda Teglekher Yudisher Kuryer en 1887, Wiernik devint un associé muet et typographe pour le journal. Il deviendra ensuite contributeur et rédacteur en chef associé pour le journal. Il édita également les journaux chigagoans Vokhntlekher Kuryer, Kol (Voix), et Keren Haor (Pouvoir de la Lumière). Il rédigea des articles par correspondance lors de l'Exposition universelle de 1893 pour le journal new-yorkais Yidishes Tageblat (Journal juif quotidien). Il cessa d'écrire en 1896 afin de travailler dans une boutique vendant de la verrerie. Tandis qu'à Chicago, il est le fondateur et le président de "Society of People from Vilna" (« Société du Peuple de Vilnius »), "Exponents of Hebrew Literature" (« Représentants de la Littérature Hébraïque »), et du groupe éducatif "Self-Education Club" (« Club d'auto-éducation »). Il déménagea à New York en 1898.
Après être parvenu à New York, il devint un correspondant du Yiddishes Tageblat, qui était désormais édité par Zolotkof. Il rédigea également pour le quotidien hébreux Saint-Pétersbourgeois Hayom. En 1901, lorsque Jacob Saphirstein fonda le Jewish Morning Journal, Wiernik devint son rédacteur en chef, post qu'il tint jusqu'à son décès. Il édita aussi l'hebdomadaire Der Amerikaner (Juif Américain) à un moment, qui fût diffusé par le Morning Journal. Il prôna à la fois l'américanisme et l'orthodoxie juive pour les immigrants juifs arrivant. Il rédigea des critiques littéraires chaque semaine dans le Jewish Morning Journal qui traitait de sa compréhension de la littérature juive dans toutes les langues dans le monde entier. 
Wiernik collabora sur de nombreux périodiques américains et yiddish et contribua à la Jewish Encyclopedia. En 1901, il écrivit  "The History of the Jews" (« L'histoire des Juifs »). En 1912, il publia History of the Jews in America. L'ouvrage fût de nouveau publié en 1931 et réimprimé en 1972. Sa biographie yiddish est publiée en 1934 et apparut chaque semaine dans le Jewish Morning Journal de septembre à décembre 1951. Actif dans les affaires communales, il fut membre du comité exécutif l'American Jewish Joint Distribution Committee. 
Wiernik fut le président de Habruta, le vice-président du Central Relief Committee, un directeur du Rabbi Isaac Elchanan Theological Seminary, un membre du conseil d'administration de la Fondation Israël Matz, ainsi qu'un membre de la Franc-maçonnerie, de l'Académie des sciences politiques (Academy of Political Science), de l'American Oriental Society ainsi que de la Société américaine de géographie. Il fut également un directeur de l'Université Yeshiva ainsi qu'un membre de l'American Jewish Historical Society. Il était républicain et participait aux conférences du parti. Il possédait une bibliothèque privée de plus de 10 000 volumes, essentiellement des ouvrages de référence historiques. Il n'était pas marié, mais avait adopté un fils, H. Wiernik. 
Wiernik mourut à son domicile, au 922 Eastern Parkway à Brooklyn le 12 février 1936. Environ 400 personnes ont assisté à ses funérailles. Les porteurs de cercueil furent l'éditeur du Der Tog, le Dr Samuel Margoshes, Alexander Kahn de l'American Jewish Joint Distribution Committee, ainsi que le président de l'Université Yeshiva, le Dr Bernard Revel. Margoshes, Kahn, le président du Jewish Writers Club, William Edlin, et le rédacteur en chef du Jewish Morning Journal, Jacob Magidoff délivrèrent les éloges funèbres. Il fut enterré au Cimetière du mont Hébron, à Flushing.